# Европско екипно првенство у атлетици 2011.
3. Европско екипно првенство у атлетици 2011. је атлетско такмичење које се од 2009. одржава сваке године у организацији Европске атлетске асоцијације (ЕАА). У такмичењу је учествовало 50 европских атлетских савеза, чланова ЕАА.

## Систем такмичења
Такмичило се у 40 атлетских дисциплина (20 за жене и 20 за мушкарце). За коначан пласнам су се рачунали збирни резултати за обе конкуренције.

## Структура
Такмичења се одвијло у четири одвојене лиге:
- Суперлига — 12 репрезентација
- Прва лига — 12 репрезентација
- Друга лига — 8 репрезентација
- Трећа лига — 15 репрезентација

## Измене у лигама на крају сезона
Победник Суперлиге је првак Европе за 2011, а три последње репрезентације испадају у 1. лигу. Њих замењују три првопласиране репрезентације из 1. лиге, а у 2. лигу испадају последње две. Из 2. у 1. лигу иду прве две, а у 3. испадају последње две репрезентације. Код 3. лиге само прве две иду у 2. лигу, а из ње нико не испада.

## Календар и распоред такмичења за 2011.
| Лига       | Датум          | Домаћин место | Држава  |
| ---------- | -------------- | ------------- | ------- |
| Суперлига  | 18–19 јун 2011 | Стокхолм      | Шведска |
| Прва лига  | 18–19 јун 2011 | Измир         | Турска  |
| Друга лига | 18–19 јун 2011 | Нови Сад      | Србија  |
| Трећа лига | 18–19 јун 2011 | Рејкјавик     | Исланд  |

## Коначни резултати по лигама

### Суперлига
| Позиција | Држава               | Бодови |
| -------- | -------------------- | ------ |
| 1        | Русија               | 385    |
| 2        | Немачка              | 311,5  |
| 3        | Украјина             | 304    |
| 4        | Уједињено Краљевство | 289    |
| 5        | Француска            | 284    |
| 6        | Пољска               | 264    |
| 7        | Шпанија              | 246    |
| 8        | Италија              | 237    |
| 9        | Белорусија           | 220    |
| 10       | Чешка                | 217    |
| 11       | Португалија          | 176,5  |
| 12       | Шведска              | 158    |

### Прва лига
| Позиција | Држава     | Бодови |
| -------- | ---------- | ------ |
| 1        | Турска     | 329    |
| 2        | Грчка      | 307,5  |
| 3        | Норвешка   | 290    |
| 4        | Румунија   | 282,5  |
| 5        | Холандија  | 278    |
| 6        | Мађарска   | 265    |
| 7        | Швајцарска | 251,5  |
| 8        | Финска     | 248    |
| 9        | Белгија    | 245,5  |
| 10       | Ирска      | 224,5  |
| 11       | Словенија  | 200,5  |
| 12       | Хрватска   | 178    |

### Друга лига
| Позиција | Држава    | Бодови |
| -------- | --------- | ------ |
| 1        | Естонија  | 218    |
| 2        | Бугарска  | 215,5  |
| 3        | Србија    | 188,5  |
| 4        | Литванија | 185    |
| 5        | Данска    | 177,5  |
| 6        | Аустрија  | 172    |
| 7        | Летонија  | 147    |
| 8        | Словачка  | 134,5  |

### Трећа лига
| Позиција | Држава              | Бодови |
| -------- | ------------------- | ------ |
| 1        | Израел              | 490    |
| 2        | Кипар               | 469    |
| 3        | Молдавија           | 440    |
| 4        | Исланд              | 411    |
| 5        | Босна и Херцеговина | 390    |
| 6        | Азербејџан          | 377    |
| 7        | Јерменија           | 341    |
| 8        | Луксембург          | 335    |
| 9        | Малта               | 270    |
| 10       | Црна Гора           | 266    |
| 11       | Македонија          | 233    |
| 12       | ААССЕ•              | 178    |
| 13       | Андора              | 174    |
| 14       | Грузија             | 144    |
| 15       | Албанија            | 93     |

- Атлетска асоцијација малих земаља Европе, обухвата спортисте  Лихтенштајн,  Малта,  Монако и  Сан Марино Пошто је Малта учествовала самостално, у ААССЕ су учествовали такмичари из преостале 3 земље, а лига је имала 15 чланова.